# Cornelis Bega

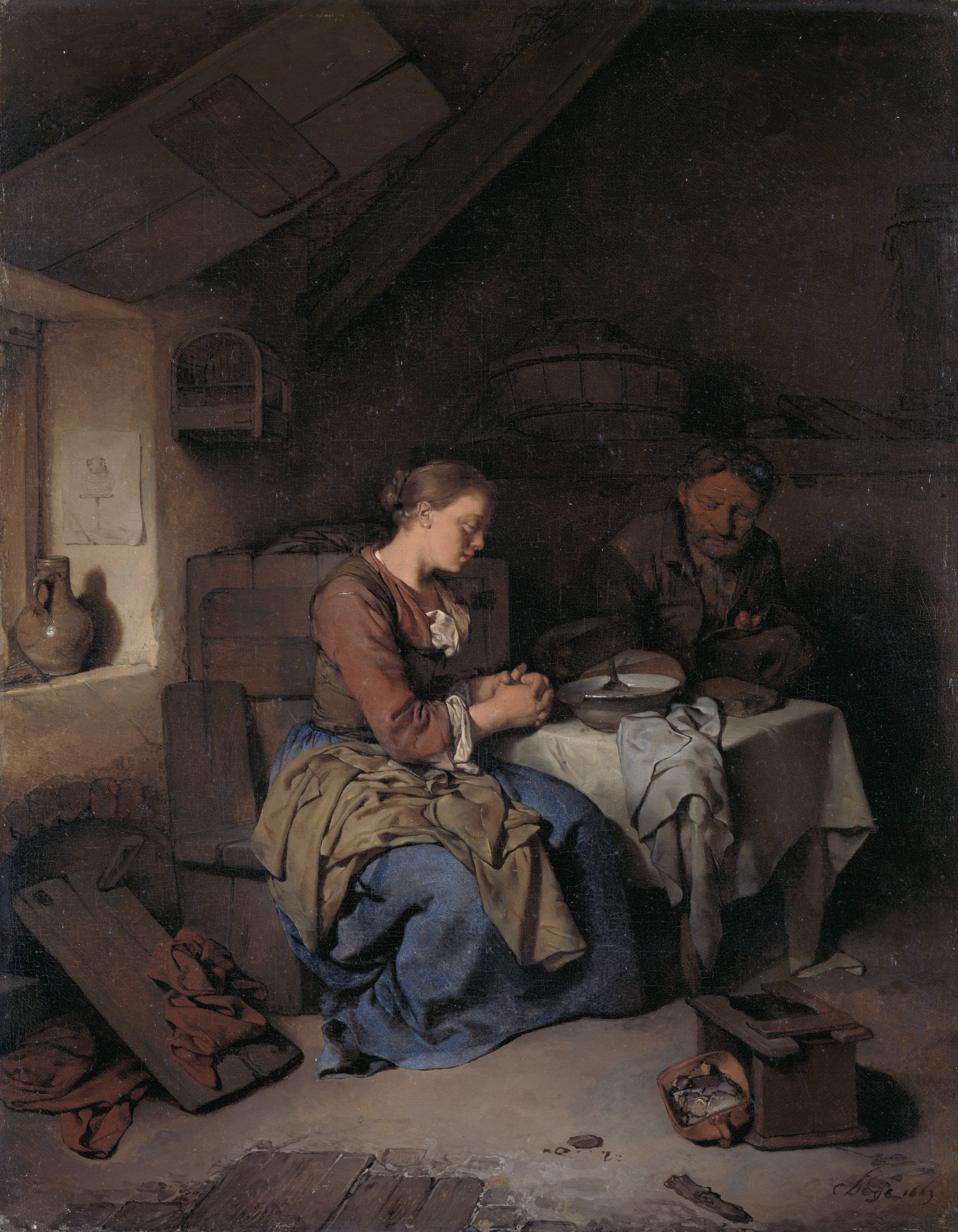
Pregària (La benedicció de la taula), oli sobre llenç, 37,5 x 30 cm, Amsterdam, Rijksmuseum.

Cornelis Pietersz. Bega (Haarlem, c. 1631/1632 –1664) fou un dibuixant, gravador i pintor barroc neerlandès.

## Biografia i obra
Membre d'una família d'artistes, com a fill de Pieter Beginj, orfebre, i de María Cornelisdr., filla il·legítima de Cornelis van Haarlem, en la casa del qual vivien, es compta amb poques dades per traçar la seva biografia. Segons Arnold Houbraken va ser el «primer i millor» aprenent d'Adriaen van Ostade A començaments de 1653 va viatjar a Alemanya i, en companyia de Vincent Laurensz. van der Vinne i Guillam Du Bois, va recórrer Frankfurt del Main, Heidelberg i Estrasburg abans de passar a Suïssa per trobar-se de tornada a Haarlem al juny de 1653. El setembre del 1654 va ingressar al Gremi de Sant Lluc de Haarlem. Aquí va morir, segons Houbraken víctima de la pesta, i va ser enterrat el 30 d'agost de 1664 a l'església de Sant Bavón.
Com a deixeble d'Adriaen van Ostade va ser pintor d'escenes de gènere en petit format, principalment interiors de taverna i d'humils habitatges camperols en situacions quotidianes (La benedicció de la taula, al Rijksmuseum i a l'Ermitage de Sant Petersburg; Mare alletant al seu fill, en col·lecció privada de París, Músics i bevedors, fumadors i danzarines, Homes cortejant a donzelles o El doctor visitant a un malalt, són els seus temes, als quals amb prou feines cal agregar algun retrat incloent un parell d'autoretrats dibuixats o esbossats (Universitat de Leiden, Hamburg).